# Konvekció
A konvekció, vagy konvekciós áramlás a hőmérséklet és sűrűség különbség miatt kialakuló áramlás. (Hőforrásnál felemelkedik, majd lehűlve visszatér a hőforrás felé.)
A legismertebb módja a gravitációs fűtés, amely szivattyú használata nélkül teszi lehetővé a fűtőközeg (általában víz) keringtetését a rendszerben.
Mint ismeretes, a víz relatív térfogata +4°C-on a legkisebb, sűrűsége a legnagyobb. Ha melegíteni kezdjük, a sűrűsége csökken, így a melegebb vízréteg felemelkedik és a víz rétegződni kezd.
Ha megfelelően nagy átmérővel rendelkező csövekkel vezetjük a pincében lévő fűtőkészülékről (kazán, kályha stb.) a vizet a magasabban elhelyezkedő radiátorokig, akkor a felmelegedő víz a konvekció miatt folyamatos keringésnek indul.
A kazántól felmegy a radiátorokba, ott lehűlve egy másik csövön visszatér a fűtőkészülékhez.
Maga a radiátoros fűtés is konvekciós áramlást hoz létre az adott helyiségben, mivel a levegő is a hőmérséklet hatására rétegződik.
A padló közelében lévő hidegebb levegő a radiátor körül felmelegszik, így ez a felmelegedett légtömeg felfelé kezd áramolni, majd a plafonon tovább haladva folyamatosan elkezd visszahűlni, így a sűrűség ismét növekszik és leszáll a padló közelébe.
A folyamatos hőleadás előbb-utóbb egy állandó áramlást alakít ki a radiátor közelében, ami a helyiség jelentős részét körbejárja. Minél nagyobb a hőmérséklet különbség , annál jelentősebb az áramlás értéke

Fontosabb konvekciós áramlások a világban:
- Napközben a nap által felmelegített hegyoldalak felszálló légáramlatot hoznak létre, ami szelet idéz elő a környéken. Ennek is hőeloszlató szerepe van.